# Antonia Bird
Pour les articles homonymes, voir Bird.
Antonia Jane Bird, née le 27 mai 1951 à Londres et morte le 24 octobre 2013, est une réalisatrice et productrice de télévision britannique.

## Biographie

### Théâtre
Antonia Bird naît en 1951 dans une famille de théâtre, son père est comédien et sa mère régisseuse,.
Elle occupe différents postes dans un théâtre de province, et essaie de jouer la comédie, mais abandonne en raison de son trac. Elle s'oriente alors vers la mise en scène. Elle intègre une compagnie et dirige des pièces au Phoenix theatre de Leicester. À la fin des années 1970, elle est en résidence au Royal Court Theatre de Londres, où elle joue et met en scène des pièces contemporaines et d'avant-garde de Hanif Kureishi, Trevor Griffiths ou bien encore Jim Cartwright (en).

### Télévision
En 1985, les producteurs du soap opera EastEnders, diffusé sur la chaîne BBC One, font appel à elle. Elle réalise 17 épisodes du feuilleton. Elle dirige également des épisodes de la série télévisée Casualty et une mini-série de cinq épisodes, The Men's Room,.
Antonia Bird réalise de nombreux téléfilms parmi lesquels Safe en 1993, dans lequel elle emploie pour la première fois un de ses acteurs fétiches, Robert Carlyle. Le téléfilm est récompensé aux British Academy Television Awards (BAFTA).

### Cinéma
Prêtre (Priest) sort en salles avant d'être diffusé par la BBC. Il est distingué au festival international du film de Toronto en 1994. L'année suivante, lors de la Berlinale, il reçoit un Teddy Award dans la catégorie « prix du public »,.

## Filmographie

### Réalisatrice

#### Cinéma
- 1994 : Prêtre (Priest)
- 1995 : De l'amour à la folie (Mad Love)
- 1997 : Face
- 1999 : Vorace (Ravenous)

#### Télévision
- 1985 : EastEnders (Série)
- 1986 : Casualty (Série)
- 1988 : Thin Air (Série)
  - South of the Border (Série)
- 1989 : Saracen (Série)
  - The Bill (Série - épisode Don't Like Mondays)
- 1990 : TECX (Série)
- 1991 : The Men's Room (Série)
- 1992 : Inspecteur Morse (Inspector Morse) (Série - épisode La Banqueroute)
  - A Masculine Ending (Téléfilm)
- 1993 : Full Stretch (Série)
  - Peak Practice (Série - épisode Growing Pains et Impulsive Behaviour)
  - Safe (Téléfilm)
- 2000 : Care (Téléfilm)
- 2003 : Rehab (Téléfilm)
- 2004 : La Cellule de Hambourg (Téléfilm)
- 2005 : Spooks (Série - 2 épisodes)

### Productrice
- 2003 : Rehab (Téléfilm) (productrice)
- 2005 : Faith (Téléfilm) (productrice)